# Jadiya, Turuvekere
Jadiya là một làng thuộc tehsil Turuvekere, huyện Tumkur, bang Karnataka, Ấn Độ.